# Juan Carlos Valenzuela
Juan Carlos „Topo” Valenzuela Hernández (ur. 15 maja 1984 w Guaymas) – meksykański piłkarz występujący na pozycji środkowego obrońcy, reprezentant Meksyku.

## Kariera klubowa
Valenzuela jest wychowankiem akademii juniorskiej zespołu Club Atlas z siedzibą w mieście Guadalajara. Do seniorskiej drużyny został włączony przez trenera Fernando Quirarte i w meksykańskiej Primera División zadebiutował jako osiemnastolatek, 19 kwietnia 2003 w wygranym 2:0 spotkaniu z Tecos UAG. Pewne miejsce w wyjściowym składzie wywalczył sobie jednak dopiero ponad rok później, w sierpniu 2004, już za kadencji szkoleniowca Sergio Bueno. Premierowego gola w najwyższej klasie rozgrywkowej strzelił 5 listopada 2005 w zremisowanych 2:2 derbach miasta z Chivas. Barwy Atlasu reprezentował ogółem przez pięć lat, jednak przez ten czas nie odniósł z nim żadnego sukcesu i znacznie częściej walczył o utrzymanie w pierwszej lidze. W styczniu 2008 za sumę dwóch milionów dolarów odszedł do lokalnego rywala – Tecos UAG, gdzie występował w podstawowym składzie do końca roku, jednak podobnie jak w Atlasie bez osiągnięć zarówno na arenie krajowej, jak i międzynarodowej.
Wiosną 2009 Valenzuela, również za dwa miliony dolarów, przeszedł do zespołu Club América ze stołecznego miasta Meksyk. W wiosennym sezonie Clausura 2013, regularnie pojawiając się na ligowych boiskach, zanotował z nim pierwsze osiągnięcie w karierze piłkarskiej, zdobywając swój premierowy tytuł mistrza Meksyku, natomiast pół roku później, podczas jesiennych rozgrywek Apertura 2013, zdobył wicemistrzostwo kraju, tworząc w taktyce trenera Miguela Herrery podstawowy tercet stoperów z Aquivaldo Mosquerą i Francisco Rodríguezem. Po upływie roku, w sezonie Apertura 2014, zdobył z prowadzoną przez argentyńskiego szkoleniowca Antonio Mohameda drużyną Amériki swoje drugie mistrzostwo Meksyku, pełniąc jednak wyłącznie rolę rezerwowego dla Paola Goltza i Pabla Aguilara. Ogółem w barwach Amériki spędził sześć lat.
W styczniu 2015 Valenzuela za sumę dwóch milionów dolarów powrócił do swojego macierzystego Club Atlas. Tam mimo początkowych trudności z przebiciem się do składu już po kilku miesiącach został podstawowym defensorem, jednak po upływie roku został ściągnięty na wypożyczenie przez Miguela Herrerę – swojego byłego trenera z Tecos, Amériki i reprezentacji – do prowadzonej przez niego drużyny Club Tijuana.
| Sezon     | Klub         | Kraj   | Rozgrywki | Mecze | Bramki |
| --------- | ------------ | ------ | --------- | ----- | ------ |
| 2002/2003 | Club Atlas   | Meksyk | Liga MX   | 1     | 0      |
| 2003/2004 | Club Atlas   | Meksyk | Liga MX   | 6     | 0      |
| 2004/2005 | Club Atlas   | Meksyk | Liga MX   | 36    | 0      |
| 2005/2006 | Club Atlas   | Meksyk | Liga MX   | 31    | 3      |
| 2006/2007 | Club Atlas   | Meksyk | Liga MX   | 16    | 0      |
| 2007/2008 | Club Atlas   | Meksyk | Liga MX   | 17    | 0      |
| 2007/2008 | Tecos UAG    | Meksyk | Liga MX   | 14    | 0      |
| 2008/2009 | Tecos UAG    | Meksyk | Liga MX   | 19    | 1      |
| 2008/2009 | Club América | Meksyk | Liga MX   | 16    | 1      |
| 2009/2010 | Club América | Meksyk | Liga MX   | 29    | 0      |
| 2010/2011 | Club América | Meksyk | Liga MX   | 37    | 0      |
| 2011/2012 | Club América | Meksyk | Liga MX   | 20    | 1      |
| 2012/2013 | Club América | Meksyk | Liga MX   | 23    | 0      |
| 2013/2014 | Club América | Meksyk | Liga MX   | 29    | 3      |
| 2014/2015 | Club América | Meksyk | Liga MX   | 13    | 0      |
| 2014/2015 | Club Atlas   | Meksyk | Liga MX   | 6     | 0      |
| 2015/2016 | Club Atlas   | Meksyk | Liga MX   | 17    | 1      |
| 2015/2016 | Club Tijuana | Meksyk | Liga MX   |       |        |

## Kariera reprezentacyjna
W 2005 roku Valenzuela został powołany przez szkoleniowca René Isidoro Garcíę do reprezentacji Meksyku U-23 na prestiżowy towarzyski Turniej w Tulonie. Na francuskich boiskach pełnił rolę podstawowego zawodnika i kapitana swojej kadry, która zakończyła swój udział w rozgrywkach na półfinale, przegrywając w nim z Portugalią (0:1) i zajęła ostatecznie czwarte miejsce.
W seniorskiej reprezentacji Meksyku Valenzuela zadebiutował za kadencji szwedzkiego selekcjonera Svena-Görana Erikssona, 24 września 2008 w przegranym 0:1 meczu towarzyskim z Chile, w którym strzelił bramkę samobójczą decydującą o zwycięstwie przeciwników. W 2009 roku został powołany przez trenera Javiera Aguirre na Złoty Puchar CONCACAF, gdzie rozegrał dwa spotkania, a jego drużyna okazała się ostatecznie triumfatorem rozgrywek. Był bliski powołania na Mistrzostwa Świata 2010, występując regularnie w sparingach przed turniejem, jednak w ostatniej chwili razem z Adriánem Aldrete został skreślony przez Aguirre z szerokiej kadry na mundial. W 2013 roku po raz kolejny znalazł się w składzie na Złoty Puchar CONCACAF, tym razem pełniąc rolę podstawowego zawodnika i występując we wszystkich pięciu spotkaniach. Meksykańska drużyna, prowadzona przez szkoleniowca José Manuela de la Torre i złożona wyłącznie z graczy występujących na krajowych boiskach, odpadła natomiast z rozgrywek w półfinale. W późniejszym czasie wziął udział w udanych ostatecznie dla jego kadry eliminacjach do Mistrzostw Świata 2014, jednak rozegrał w nich tylko dwa mecze i nie znalazł się w składzie na mundial.
W 2015 roku Valenzuela został powołany przez selekcjonera Miguela Herrerę do rezerwowej reprezentacji na rozgrywany w Chile turniej Copa América, w miejsce kontuzjowanego Miguela Herrery. Tam, początkowo jako rezerwowy, już po pierwszym spotkaniu zastąpił na środku obrony kontuzjowanego Rafaela Márqueza i wystąpił w dwóch z trzech możliwych meczów, zaś jego drużyna odpadła z rozgrywek już w fazie grupowej.